# Cień Hegemona
Cień Hegemona (tyt. oryg. Shadow of the Hegemon) – powieść science fiction napisana przez Orsona Scotta Carda, druga część Sagi Cienia - historii Groszka, podcyklu w ramach Sagi Endera. Wydanie oryginalne ukazało się w 2000 (Tor, ISBN 0-312-87651-3), a polskie w 2002 (Prószyński i S-ka, ISBN 83-7337-168-0).
Po pokonaniu Robali dzieci-geniusze strategii powracają na Ziemię. Prawie każdy kraj ma swojego własnego małego geniusza, co powoduje stabilizację militarną na świecie, jednak śmiertelny wróg Groszka - Achilles postanawia ją zburzyć porywając kolejne dzieci.